# 劳伦堡
劳伦堡是德国莱茵兰-普法尔茨州的一个市镇。总面积2.16平方公里，总人口303人，其中男性148人，女性155人（2011年12月31日），人口密度140人/平方公里。